# Pha That Luang

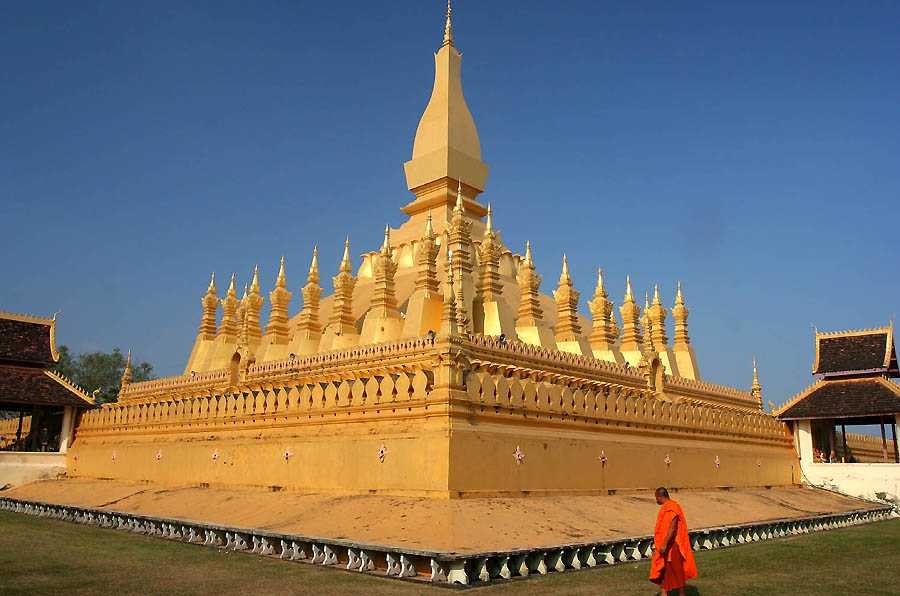
Pha That Luang

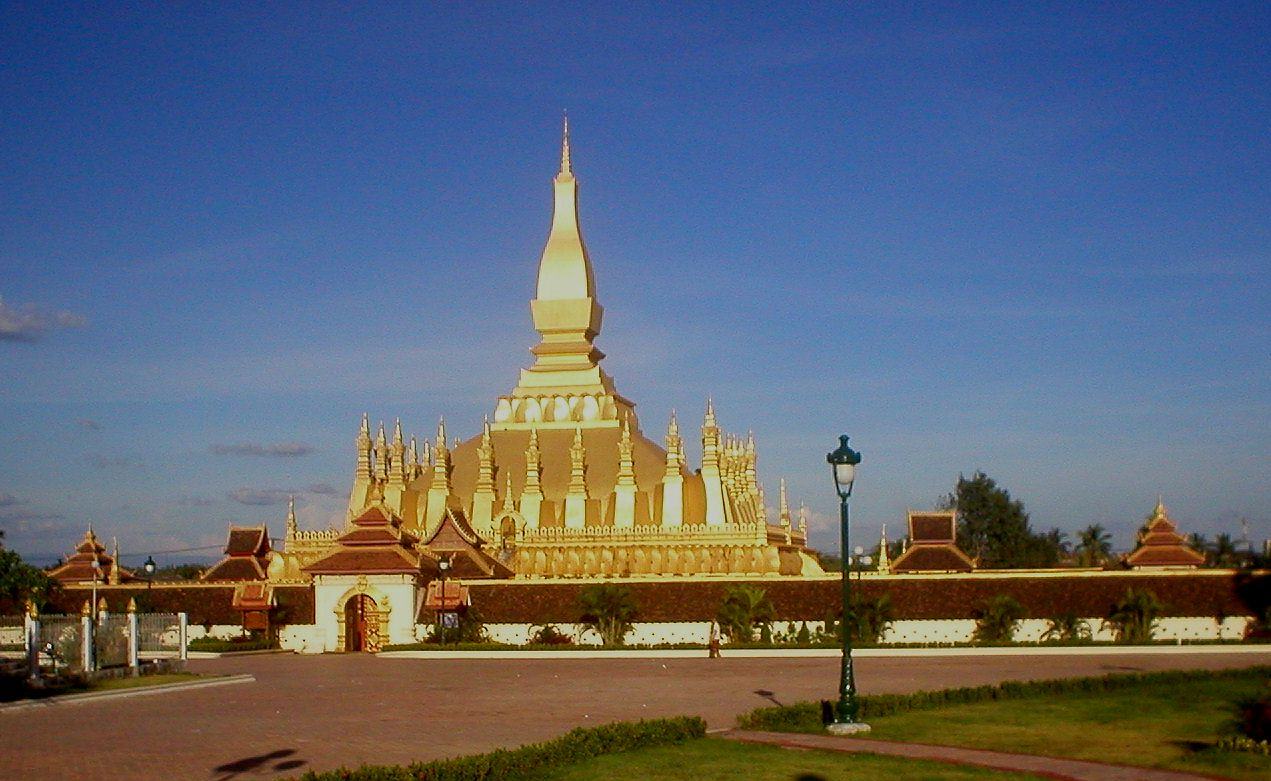
Pha That Luang

Pha That Luang is een boeddhistische stoepa in de stad Vientiane in Laos. Het gebouw staat zo'n drie kilometer ten noorden van het stadscentrum. Op het terrein van de stoepa staat een beeld van Jayavarman de zevende. Dit was de laatste koning van Angkor. Ook schijnt er een haar van Gautama Boeddha te worden bewaard.
Het bouwwerk werd in de 16e eeuw gebouwd in opdracht van koning Sai Setthathirat I en is een belangrijk nationaal symbool. Het is verwerkt in het wapen van Laos en staat afgebeeld op de bankbiljetten van de nationale munteenheid.

## Geschiedenis
De geschiedenis van het complex begint in de 3e eeuw. Volgens de overleveringen bouwden boeddhistische missionarissen uit het Mauryaanse Rijk een tempel op deze locati, hoewel er nooit resten van een bouwwerk uit die tijd gevonden zijn. De missionarissen zouden verschillende boeddhistische relikwieën in de tempel hebben ondergebracht.
In de 13e eeuw werd op dezelfde plek een nieuwe Khmer-tempel gebouwd.
In de 16e eeuw werd het huidige gebouw neergezet op de fundamenten van de 13e-eeuwse tempel.
In de 19e eeuw werd Pha That Luang zwaar beschadigd tijdens een Thaise invasie. Hierna werd het bouwwerk volledig gerestaureerd.

Bewerken van Pha That Luang (2009)